# Kosówka (województwo podlaskie)
Kosówka – wieś w Polsce na Pojezierzu Mazurskim położona w województwie podlaskim, w powiecie grajewskim, w gminie Rajgród.
Wieś królewska starostwa rajgrodzkiego w ziemi bielskiej województwa podlaskiego w 1795 roku. W latach 1975–1998 miejscowość administracyjnie należała do województwa łomżyńskiego.
W okresie międzywojennym w miejscowości stacjonowała placówka Straży Celnej „Kosówka” a następnie placówka Straży Granicznej I linii „Kosówka”.